# Arizona State Route 186
Arizona State Route 186 ist ein Highway im US-Bundesstaat Arizona, der in Nord-Süd-Richtung verläuft.
Der Highway beginnt an der Interstate 10 in Willcox und endet westlich des Chiricahua National Monuments an der Arizona State Route 181. Nachdem die State Route Willcox verlassen hat, führt sie nur noch durch dünn besiedeltes Gebiet. Die Straße dient als Anfahrt zum Chiricahua National Monument für Besucher, die aus nördlicher Richtung kommen.